# 全国少年柔道大会
全国少年柔道大会（ぜんこくしょうねんじゅうどうたいかい）は、1981年より開かれている少年柔道の大会。2011年と2020・21年は中止。

## 概説
毎年5月4・5日に講道館で開催される。4日に合同練成、5日に試合練成とする。
全日本柔道少年団、講道館、全日本柔道連盟、読売新聞社主催、スポーツ庁、東京都教育委員会、NHKなど後援。
各道場または分団ごとで5人1チーム登録。原則5・6年生の男女であるが、4年生の補充も可。
試合練成は団体戦と個人戦が行われる。団体戦の大将、副将、中堅は6年生。次鋒・先鋒は5年生または4年生とする。個人戦は団体戦出場者から5年生または4年生から1人、6年生から1人出場できる。